# Francesco de Vico
Francesco de Vico (Macerata, 19 maggio 1805 – Londra, 15 novembre 1848) è stato un gesuita e astronomo italiano.
A volte il suo cognome viene scritto De Vico o anche DeVico.

## Biografia
Entrato nella Compagnia di Gesù nel 1823, prese i voti nel 1837. L'anno successivo gli fu affidata la direzione dell'Osservatorio del Collegio Romano, dove era titolare della cattedra di matematica e astronomia.
Il 24 luglio 1842 divenne socio dell'Accademia delle Scienze di Torino.
Si interessò di effemeridi cometarie e, nel corso delle sue ricerche sulle nebulose, scoprì, tra il 1844 e il 1847, sei comete, la prima delle quali, oggi nota come 54P/de Vico-Swift-NEAT, fu la prima a portare il nome di un italiano, un'altra cometa che porta il suo nome è la 122P/de Vico. Le comete scoperte da de Vico hanno fatto di lui il più prolifico scopritore di comete italiano fino al 2008 quando Andrea Boattini ha scoperto la sua settima cometa. Ha anche scoperto indipendentemente la cometa C/1847 T1 Mitchell, che in realtà era già stata scoperta due giorni prima dall'astronoma americana Maria Mitchell. Dato che la notizia della scoperta arrivò in Europa solo in seguito, a de Vico fu inizialmente attribuita la scoperta e ricevette anche un premio dal re di Danimarca, che lo aveva messo in palio per la prima cometa scoperta con un telescopio.
Ha anche osservato Saturno e le divisioni nei suoi anelli (fu il primo ad osservare quella che oggi è nota come la divisione di Keeler), ed ebbe successo nel determinare con precisione il periodo di rotazione di Venere.
De Vico progettò di compilare un atlante delle stelle fino alla undicesima magnitudine. All'epoca delle rivoluzioni in Italia del 1848, fu costretto a interrompere le sue esplorazioni; venne esiliato e viaggiò a Parigi, Londra, e negli Stati Uniti, dove venne ricevuto dal Presidente James Knox Polk. In seguito a questa buona accoglienza gli sarebbe piaciuto fermarsi a lavorare al Georgetown College. Decise pertanto di tornare in Europa per convincere qualche collega a seguirlo, ma per le fatiche del viaggio morì a Londra nel novembre dello stesso anno.

## Onori
Il cratere lunare De Vico e l'asteroide 20103 de Vico prendono il nome da lui.
L'osservatorio astronomico situato in località Monte d'Aria nel comune di Serrapetrona porta il suo nome.